# تیساوالک
تیساوالک (به مجاری:  Tiszavalk) یک شهرداری در مجارستان است که در بورشود-آبااوی-زمپلن واقع شده‌است. تیساوالک ۱۱٫۵۴ کیلومتر مربع مساحت و ۳۳۹ نفر جمعیت دارد.